# 퍌라르 야르바
퍌라르 빌헬름 야르바(핀란드어: Fjalar Vilhelm Jarva: 1910년 3월 5일 로비사-1978년 11월 24일 헬싱키)는 핀란드의 경찰관료다. 1957년-1973년 16년간 제5대 경찰총수를 역임했다. 야르바의 경찰총수 재임 중에 보돔호 살인사건과 피흐티푸다스 경찰살해사건이 있었다. 1963년-1964년 1년간 국제형사경찰기구 총재를 역임했다. 야르바는 법학석사 학위를 가진 법률가이기도 했는데, 이 당시 고위경찰이 법률가를 겸하는 것은 드문 일이 아니었다.